# Icek Ajzen
Icek Ajzen (nascut a Polònia el 1942) és un psicòleg i professor emèrit a la Universitat de Massachusetts Amherst. Va rebre el seu títol de doctorat a la Universitat d'Illinois a Urbana-Champaign, essent conegut pel seu treball, junt amb Martin Fishbein, de la Teoria de la Conducta Planejada. Ajzen ha estat considerat un dels científics més influents en l'àmbit de la psicologia social degut tant a la gran producció científica, com a l'impacte de les seves investigacions, sent citat més de 492.000 vegades. La seva recerca ha influenciat a diferents camps com la publicitat, la psicologia de la salut o la psicologia ambiental, entre altres àmbits.